# Abdij van Rozendaal
De Abdij van Rozendaal (ook: Roosendael) was een klooster van cisterciënzeressen op de grens tussen Sint-Katelijne-Waver en Walem, dat bestond tussen 1220 en 1797. Van de abdij resten nog verschillende bijgebouwen, die liggen in een park.

## Geschiedenis
Het klooster werd gesticht op de zuidelijke oever van de Nete tussen 1220 en 1227. Het klooster hing eerst af van de Abdij van Villers, later van de Sint-Bernardsabdij van Hemiksem. In 1233 werd het voor het eerst genoemd als abdij. De eerste abdis was Oda, die samen met haar zuster, de zalige Elisabeth, de abdij heeft gesticht. Zij waren dochters van Gillis Berthout, heer van Duffel. De abdij lag ook in de heerlijkheid Duffel. In de eerste kloosterkerk was een (inmiddels verloren) koperen grafschrift met de beeltenis van de twee stichters aangebracht. Het was een rijke abdij waar dames uit de plaatselijke adel, met bijhorende bruidsschat, binnentraden. De abdij had dan ook vele bezittingen in de omgeving. Tot 1350 bleef de leiding van de abdij in handen van telgen van de familie Berthout. In de tweede helft van de 15e eeuw kwam er een eind aan een periode van stagnatie met de aanstelling van Christina Vastrix als abdis.
De abdij had erg te lijden onder de godsdienstoorlogen van de 16e eeuw. Ze werd in 1537 voor de eerste keer geplunderd en opnieuw in 1542, 1566 en 1576. In 1578 brandden de kloostergebouwen grotendeels af en moesten de kloosterlingen op de vlucht slaan. Ze verbleven eerst in hun refugiehuis aan de Mechelse Bleekstraat, maar vluchtten daarna verder naar het land van Kleef nadat Mechelen in protestantse handen kwam. Tussen 1585 tot 1660 verbleven de zusters opnieuw in hun refugiehuis in Mechelen. Van daaruit werd begonnen met de heropbouw van de abdij, en de nieuwe kerk en het klooster waren in 1661 klaar. 
Joanna Van Laethem, abdis tussen 1639 en 1662, wordt gezien als de tweede stichteres van de abdij. De abdij was volledig ommuurd met een gracht errond. De kloosterkerk met barokgevel was vijftig meter lang en bezat een rijke collectie schilderijen. De abdij had tijdens de eerste helft van de 18e eeuw te lijden van legerbenden tijdens de Spaanse Successieoorlog en de inval van Lodewijk XV. In de tweede helft van de 18e eeuw kende de abdij een nieuwe glorieperiode waarin een abdissenpaleis werd gebouwd. Om te ontsnappen aan het edict van keizer Jozef II om onnuttige kloosters te sluiten, richtten de zusters in hun klooster een kostschool in.
De abdij bezat voor haar afschaffing 920 ha grond, tweeëntwintig hoeven en twee windmolens. De abdij telde 96 koor- en werkzusters en 25 knechten en meiden.
In 1794 vestigde het Franse leger zich in de abdij en in 1797 werden de laatste kloosterlingen verjaagd en werd de abdij verkocht. De kerk en de meeste kloostergebouwen werden gesloopt. Het abdissenpaleis werd verwoest tijdens de Eerste Wereldoorlog en op de plaats van de voormalige abdij werd in 1920 een villa gebouwd. 

## Gebouwen en park
De resterende abdijgebouwen hebben de status van beschermd monument en het domein is een beschermd cultuurhistorisch landschap.
Van de gebouwen zijn het pesthuis (eigenlijk infirmerie) en de ijskelder uit de 17e eeuw het oudst. De inkompoort (1777) en het koetshuis (1781) werden gebouwd onder abdis Agnes Haegens. Vanaf 1984 werden de resterende gebouwen gerestaureerd en kreeg het domein van ongeveer zeven hectare de bestemming van jeugdverblijf.
Het domein van Roosendael is toegankelijk vanaf de Lange Zandstraat via een lange lindendreef. Ten oosten van het woonhuis werd een Engelse landschapstuin aangelegd. In het park staan, naast veel voorkomende parkbomen (gewone en rode beuk, zomer- en wintereik, witte en rode paardenkastanje en gewone plataan), ook enkele zeldzame exoten met onder meer: pyrenese eik, libanonceder, moerascypres, catalpa en pruikenboom. Vlak bij het pesthuis staat de dikste gewone plataan van België.

## Oorkonden
In het Rijksarchief te Antwerpen worden 1024 originele oorkonden van de abdij bewaard. Deze oorkonden, waarvan de oudste dateren van 1226, werden tijdens de beeldenstorm verhuisd naar het refugiehuis van de abdij in Mechelen. Daarna keerden ze terug naar de herbouwde abdij. In 1797 werden de meeste oorkonden in beslag genomen door de Fransen. Deze oorkonden doken terug op in 1828 bij een boekverkoper in Brussel en werden voor het Rijksarchief aangekocht. De abdij van Bornem bezit twee cartularia van de abdij van Rozendaal.

## Galerij

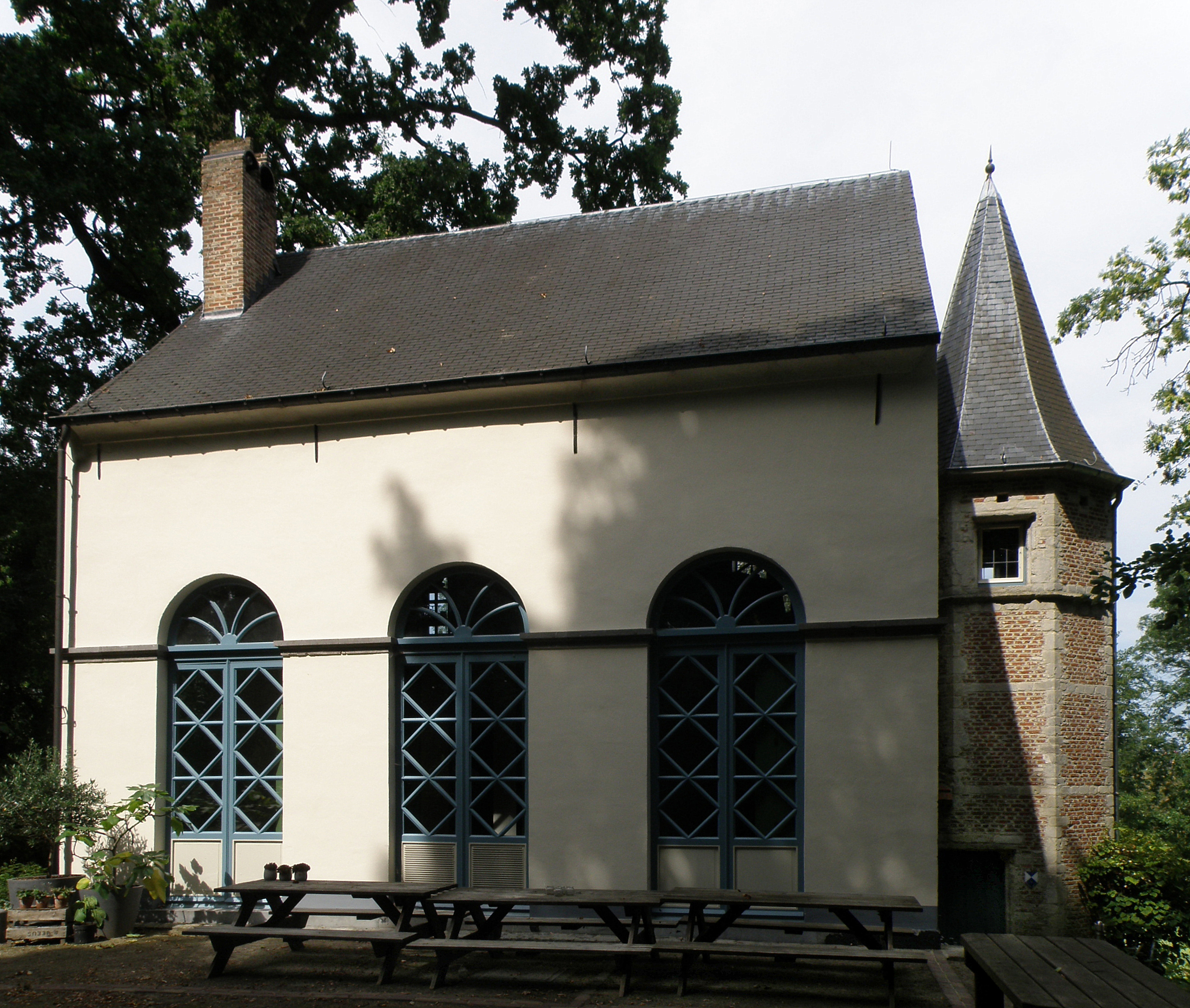
Pesthuis
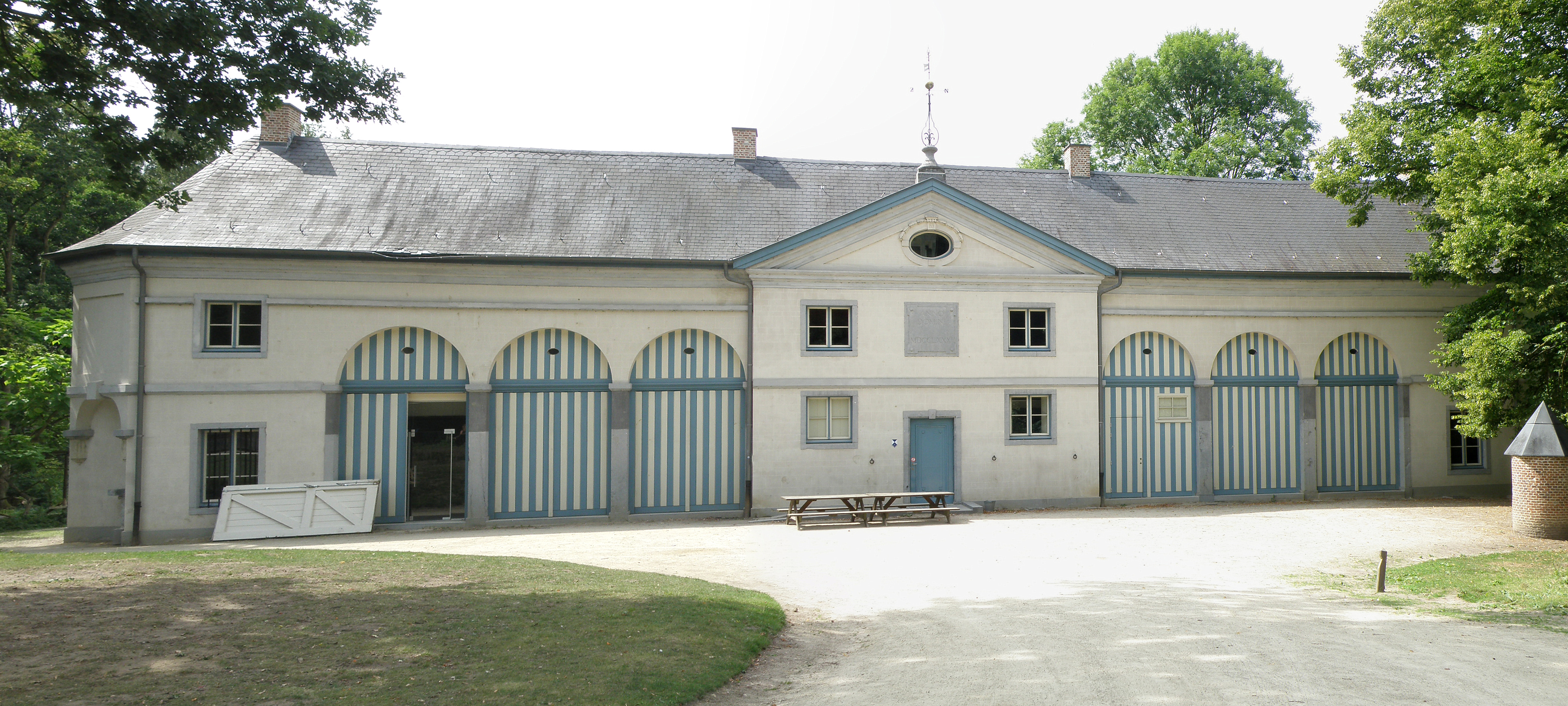
Koetshuis
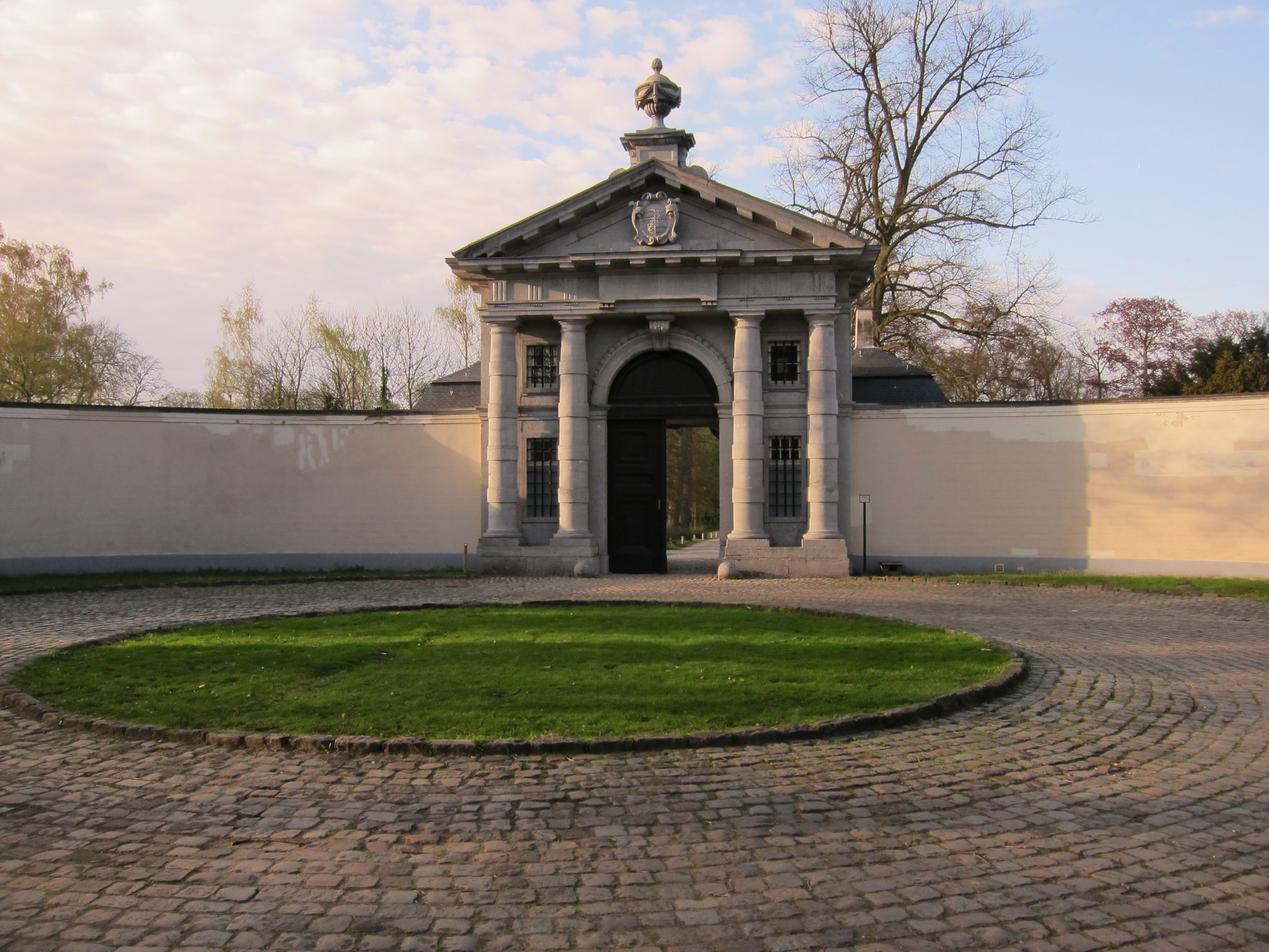
Poortgebouw (buitenzijde)
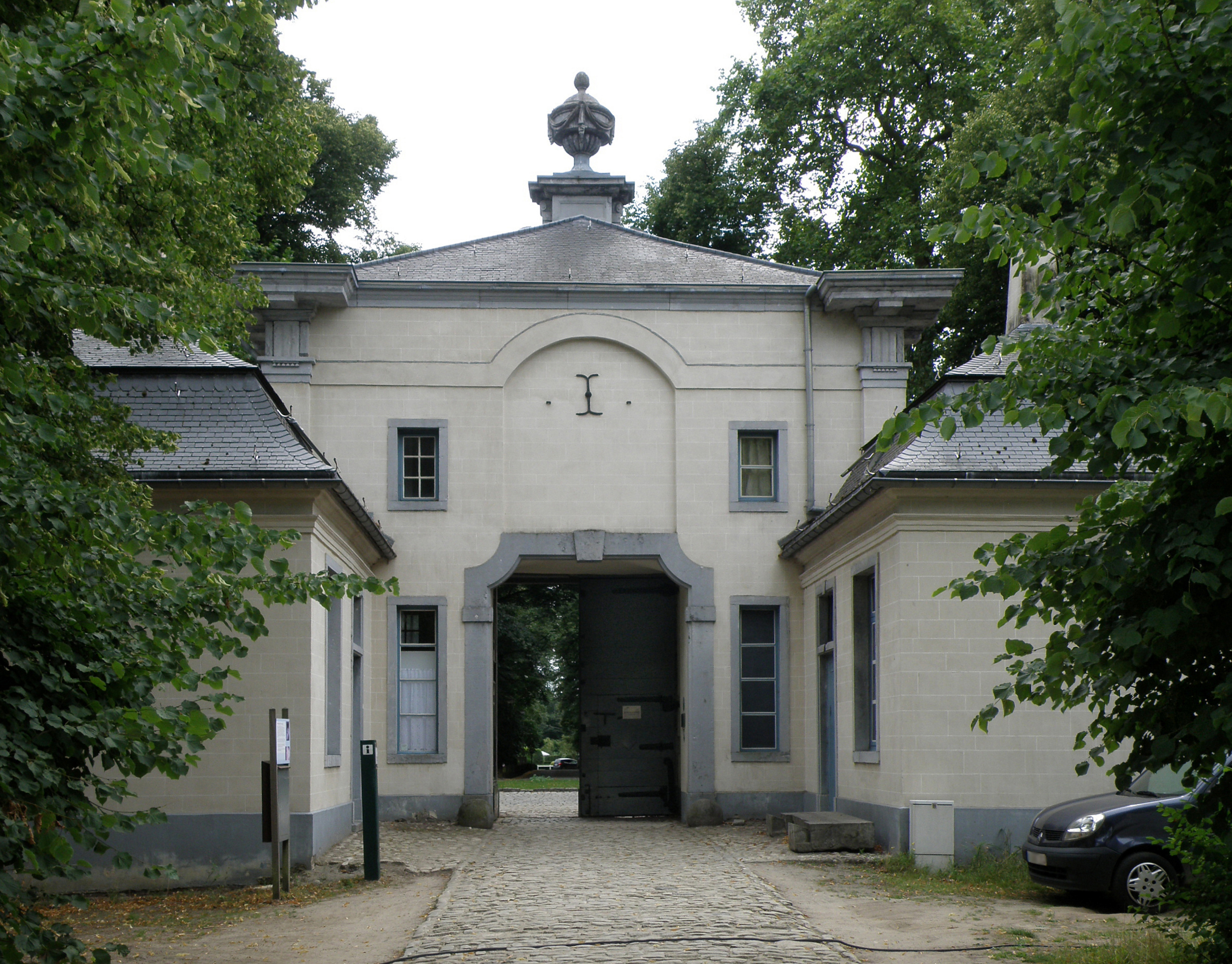
Poortgebouw (binnenzijde)
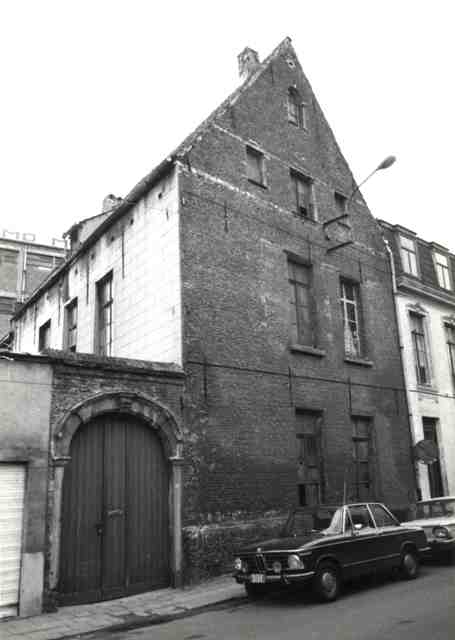
Refugiehuis in Mechelen